# Oblin (Mazovie)
Pour les articles homonymes, voir Oblin.
Oblin (prononciation : [ˈɔblin]) est un village polonais de la gmina de Maciejowice dans le powiat de Garwolin de la voïvodie de Mazovie dans le centre-est de la Pologne.
Il se situe à environ 2 kilomètres au nord-ouest de Maciejowice (siège de la gmina), 24 kilomètres au sud de Garwolin (siège du powiat) et à 69 kilomètres au sud-est de Varsovie (capitale de la Pologne).
Le village possède approximativement une population de 450 habitants en 2006.

## Histoire
De 1975 à 1998, le village appartenait administrativement à la voïvodie de Siedlce.